# استخوان‌ها (فیلم ۲۰۱۰)
استخوان‌ها (انگلیسی: Bones) فیلمی در ژانر درام است که در سال ۲۰۱۰ منتشر شد. از بازیگران آن می‌توان به جیمی بنت، ملیسا اوردوی، زک وایلد و جسی جیمز اشاره کرد.